# 대전상지초등학교
대전상지초등학교(大田尙智初等學校)는 대한민국 대전광역시 유성구 지족동에 있는 공립 초등학교이다.

## 상지(尙智) 학교명의 의미
지족동은 1914년 이전에는 광덕리, 송곡리, 신촌리, 공사동, 소읍리 등이 있던 마을로 이후 지족동으로 변경되었으며, 예부터 지혜가 많은 선비가 많이 살아 '지족실'로 불렀는데 상지초등학교는 이 '지족실'의 중심지로 선비를 숭상(尙)하고 지혜(智)로움을 배운다는 의미로 상지(尙智)로 학교명을 지었음.(지은곳: 한말글사랑 한밭모임 버금일꾼. 2000년)

## 학교 연혁
- 2001년 3월 1일 ‘대전상지초등학교’ 개교(18학급)
- 2001년 3월 9일 병설유치원 개원
- 2001년 9월 1일 34학급 편성
- 2002년 2월 20일 제1회 졸업
- 2002년 3월 1일 36학급 편성
- 2008년 11월 3일 영어전용교실 개관
- 2009년 3월 1일 은구비정보실 개관
- 2009년 5월 18일 U-모둠학습실 개관
- 2009년 12월 21일 환경교육실천우수학교선정
- 2009년 12월 22일 보건위생교육우수학교 선정
- 2009년 12월 28일 종합장학지도우수학교 선정
- 2009년 12월 28일 인성교육우수학교 선정
- 2010년 3월 1일 학부모정책연구시범학교 운영
- 2010년 11월 30일 학부모학교참여 우수학교 선정
- 2011년 1월 3일 바른인성교육 최우수학교 선정
- 2011년 2월 18일 제10회 졸업(229명, 총 졸업생 2,185명)
- 2011년 3월 1일 35학급 편성(특수1)
- 2011년 8월 23일 보건실 리모델링
- 2011년 9월 25일 스포츠클럽대회 축구 남초부 1위
- 2011년 12월 30일 체육 교육과정 운영 최우수학교 선정
- 2012년 1월 3일 학교 도서관 시범학교 선정
- 2012년 2월 14일 제11회 졸업(170명, 총 졸업생 2,355명)
- 2012년 10월 24일 행복한꿈실현프로젝트 우수학교 선정
- 2012년 12월 10일 2012 교육활동 우수학교 선정
- 2013년 2월 15일 제12회 졸업(졸업생 수 193명, 누계 2,548명)
- 2013년 3월 1일 35학급 편성(특수1), 유치원 2학급 편성
- 2014년 2월 14일 제13회 졸업(졸업생 수 177명, 누계 2,725명)
- 2015년 2월 13일 제14회 졸업식(144명 졸업, 누계 2,869명)
- 2015년 3월 1일 34학급 805명 편성, 특수 1학급

## 참고 자료
- 대전상지초등학교 - 한국교육학술정보원 학교알리미